# Greene County (Alabama)
Greene County je okres na západu státu Alabama v USA. K roku 2010 zde žilo 9 045 obyvatel. Správním městem okresu je Eutaw. Celková rozloha okresu činí 1 709 km².

## Sousední okresy
| Růžice kompasu |                         | Pickens County | Tuscaloosa County | Růžice kompasu |
| Růžice kompasu |                         | Sever          | Hale County       | Růžice kompasu |
| Růžice kompasu | Greene County (Alabama) |                | Hale County       | Růžice kompasu |
| Růžice kompasu | Jih                     |                | Hale County       | Růžice kompasu |
| Růžice kompasu | Sumter County           | Marengo County |                   | Růžice kompasu |